# نامی جوجی جیمه
نامی جوجی جیمه (به ژاپنی: 並十字絞)-(به انگلیسی: Nami juji jime) یکی از فنون و تکنیک‌های دستهٔ کاتامه-وازا رشتهٔ ورزشی جودو است که در زیردستهٔ شیمه-وازا دسته‌بندی می‌شود. هدف از این تکنیک، واردآوردن فشار و درگیرکردن گلوی حریف است.